# 美しい日本の私―その序説
『美しい日本の私―その序説』（うつくしいにほんのわたし――そのじょせつ）は、川端康成の評論。1968年（昭和43年）12月10日、日本人として初のノーベル文学賞を授与された川端（当時69歳）が、12月12日にストックホルムのスウェーデン・アカデミーで行われた授賞記念講演において演説した芸術観・文化論である。
日本人の美の心を端的に語った『美しい日本の私―その序説』は、世界に向かい、広く日本の古典文学・芸術を紹介し、その根底をなす伝統的な日本人の心性や思想の特質、西欧と異なる死生観などを説いた日本文化論であると同時に、現代の日本文学者・川端自身の心根にも、その伝統が脈々と受け継がれていることを宣言した記念碑的な作品である。
講演の全文は同年12月17日の朝日新聞ほか各紙に掲載され、翌1969年（昭和44年）3月16日に、旧仮名遣いで英訳も併せ、講談社現代新書で刊行された。文庫版も同社より刊行されている。翻訳版はエドワード・G・サイデンステッカー（英題：Japan, the Beautiful, and Myself）をはじめ、各国で行われている。

## 講演の背景・概要
1968年（昭和43年）12月10日、川端康成はストックホルム・コンサートホールで行われたノーベル賞授賞式に紋付き袴の正装で出席し、翌々日の12日昼2時10分にはスウェーデン・アカデミーにおいて、スーツ姿で受賞記念講演を日本語で行なった。この『美しい日本の私―その序説』と題された講演では、道元、明恵、西行、良寛、一休などの和歌や詩句が引用され、エドワード・G・サイデンステッカーにより同時通訳された。
川端は、ストックホルムへ出発する前から講演の草稿執筆に取りかかり、12月3日に羽田を発つ時点で半分ほど書き上げたが、講演当日12日早朝もまだ執筆中で、宿泊ホテルの部屋を訪ねた石浜恒夫に、「やっと調子が出始めたところですよ」と述べて落ち着きはらっていたという。そのため昼に同時通訳をしなければならないサイデンステッカーは、翻訳を短い時間で苦心し、コペンハーゲン大学に出講していた仏教学者・藤吉慈海の助言を受け、事なきを得た。川端は3日間ほとんど徹夜で書き上げ、「作家はこれぐらいの徹夜はできるもんだ」と、その出来に満足し上機嫌だったという。
『美しい日本の私―その序説』は、道元などの僧の和歌を引用解釈しながら、〈雪月花〉に象徴される日本美の伝統、こまやかな美意識、万有が自在に通う空、無涯無辺、無尽蔵の心の宇宙などの世界観のありようが、流麗な文章でとらえている。有無相通じる融道無磁の〈無〉の心が、〈一輪の花は百輪の花よりも花やかさを思はせる〉という美の秘密を成立させている趣旨に、スウェーデン・アカデミーの聴衆は深い感銘を受けた。文章内に川端の付けた小見出しはないが、朝日新聞では紙面に講演録を記載するにあたり、「雪月花に美の感動」、「『無』は心の宇宙」、「美の糧『源氏物語』」というおおまかな三段階の小見出しを付けている。
なお、『美しい日本の私―その序説』の延長線上に位置し、未熟ではあるが、その具体的事例・実践的なものとして措定できる論が、翌年1969年（昭和44年）5月にハワイ大学で講演発表した『美の存在と発見』である。『美の存在と発見』では主として『源氏物語』に触れられており、〈もののあはれ〉論が述べられている。
26年後の1994年（平成6年）に日本人で2人目のノーベル文学賞を授与された大江健三郎はその思想的背景から、この『美しい日本の私―その序説』を意識し、川端の姿勢に対して皮肉を込めた『あいまいな日本の私』という演題で、「英語」による講演（のち日本語訳発表）を行なった。

## 内容・あらまし
川端康成はまず、道元や明恵の古歌に心を惹かれることを、それぞれの詩句を挙げて説明し、そこに感じる自然と融合した日本人の心を説明している。月を見て月に話しかける「自然と合一」している心情、四季折々の〈雪月花〉の美に触れ、感動にめぐり合った時、共に見たいと思う友（広く人間）を思う心など、自然を愛し見つめ、それを友とした古の日本人の心や宗教観を語っている。そして、良寛の辞世の歌や、35歳で自殺した芥川龍之介が遺書の中で書いた、「末期の目」という言葉に惹かれたことを関連させながら、人の〈末期の眼〉には自然はいっそう美しく映じるものだということ、「自分の死後も自然はなほ美しい」という感覚の世界を説明し、日本人にとっては生の場合と同様に死も、自然との合一、自然への回帰であるというような豊饒自在な世界を説明し、西洋人の死の見方との違いを語っている。
また、童話などで柔和な和尚として親しまれている一休禅師が、実は「峻厳深念」の禅僧で二度も自殺を企てたことと、宗教の形骸に反逆し、「人間の実存、生命の本然の復活、確立」を目ざしたことなどを説明し、一休の唱えた、〈仏界入り易く、魔界入り難し〉という言葉に惹かれたことを語り、〈魔界〉なくして〈仏界〉はないと述べている。そして、親鸞にも垣間見られた孤独において道を拓く仏徒の運命は、芸術家の運命でもあることを語り、禅宗に「偶像崇拝」はなく、日本人の〈無〉は、西欧風の虚無ではなく、むしろその逆であるとし、「万有が自在に通ふ空、無涯無辺、無尽蔵の心の宇宙」について触れている。
そして、そこから生まれてくる東洋画の精神、生け花などの美意識、日本庭園と西洋の庭園の違いを〈枯山水〉などを例に説明しつつ、露をふくませた一輪の白いつぼみの椿や牡丹に「花やかさ」を見る日本人の感覚、生け花や焼き物に表れている芸道、「白」に最も多くの色を見、〈無〉にすべてを蔵する美意識、心の豊かさを内に包んで簡素閑寂を愛する心を語っている。また、藤の花に女性的優雅を見た『伊勢物語』の一節を引きながら、『古今集』、『新古今集』、『源氏物語』、『枕草子』など日本の美の伝統を形づくっていった文学作品に触れ、特に『源氏物語』は日本の最高の長編小説であり、この名作への憧れから「真似や作り変へ」が幾百年も続き、これに及ぶ小説が日本にないこと、川端自身、『源氏物語』を少年時代から親しみ、その心がしみこんでいることを語り、これらすべての古典文学や歌に流れている東洋的な虚空であるところの〈無〉、自然意識を永福門院の歌などを引いて説明している。
そして最後に、川端自身の作品が「虚無」と評されることに対し、それは「西洋流のニヒリズム」という言葉は当てはまらず、「心の根本」が違うことを述べ、道元の四季の美の歌も実は強く「〈禅〉に通じたもの」だとしている。

## 作品評価・研究
『美しい日本の私―その序説』には、「美しい日本の心」が語られていると同時に、それと交感する「私」（川端康成）の文学の基本心情が述べられた論であるが、自身の随筆『末期の眼』の、〈もの思ふ人、誰か自殺を思はざる〉を引くなど、単に分かりやすい「美しい日本」を語っただけでないものを内包させていると保昌正夫は解説している。また、明治以降の日本文化論の大半が、程度の差はあっても西欧文化を意識し、対抗する姿勢があるが、『美しい日本の私―その序説』には、その姿勢がさらに前面に表れており、川端は、記念講演という儀礼的な雰囲気の限られた中で、できうる限り日本文学・芸術を広く紹介しながら、西欧とは根本的に異なる伝統的な日本人の「心性の特質」を説き、川端自らもそれを「日本人の宿命」として引き受けようという姿勢を「悲愴なまでの調子」で表していると大久保喬樹は解説している。
川端がそういった強調姿勢を見せた理由について大久保は、「単に日本人初のノーベル文学賞受賞だからという理由以上に、そこまで強く彼我の落差―優劣ではない―を強調しなければすまない切迫した心情」があったとし、川端が戦中から敗戦を通じて生き、〈私は日本古来の悲しみの中に帰つてゆくばかりである〉と決意してきたその作品経過を鑑みながら以下のように考察している。
また、この日本独自の文化世界として自らを主張、対峙したことは、日本社会において歴史的に「ひとつの分岐点」であったと大久保は述べ、「このあたりから、日本社会は、さまざまなレベルで自国の文化システムの独自性を自覚し、西欧社会とは異質な構造の社会であることを積極的に肯定」するようになったと分析している。そしてこうした傾向を「一種の鎖国化」として警戒する側からは、のちの大江健三郎の『あいまいな日本の私』という皮肉的な批判がなされ、他方ではそれを推進しようとする側もあり、川端自身は本来、「政治的動きとは別の次元の人間」であったが、この受賞記念講演は、そういった政治的な動きにまで連動するような波紋があった「歴史的事件」だったと解説している。
江藤淳は、川端の演説の中で語った花のつぼみの譬えを鑑みながら、受賞講演を以下のように評している。
また江藤は、良寛の辞世の歌をめぐる川端の解釈に対して、「川端氏にとって〈自分〉と〈自然〉とを媒介するものは、いうまでもなく、〈無〉である」としている。これは江藤が婉曲的に川端の、「表現主体と表現対象との差異が無化する〈万物一如思想〉的な問題」に触れていると小菅健一は説明している。
清水文雄は、道を照らす冬の月へ明恵上人が三十一文字で呼びかけた心を、川端が〈自然、そして人間にたいする、あたたかく、深い、こまやかな思ひやり〉、〈しみじみとやさしい日本人の心〉と述べたことに触れ、その心は、「〈もののあはれ〉をしる心と別ではない」とし、「〈もののあはれ〉は女の心に咲いた花である」という和辻哲郎の言葉を引きながら、〈もののあはれ〉は「苦悩にみちた王朝女性の心から生まれた生活理想であり、美的理念」であり、その「優柔体でありながら同時に、どこか一筋の厳しいものが貫いている」〈もののあはれ〉の心を「しる」ことが、「人間評価の規準」とされ、その心を持たない者は、「王朝貴族社会では人間としてだめな人であるという烙印を押されたも同然であった」と解説し、以下のように川端の講演を評している。

## ノーベル文学賞受賞のエピソード
受賞決定の翌日の1968年（昭和43年）10月18日に、三島由紀夫と伊藤整との座談会「川端康成氏を囲んで」が川端家の庭先で行われ、NHKテレビ、NHKラジオで放送された。三島の饒舌に対して、寡黙な中にも川端の喜びの表情がほのかに出ていたという（その他スウェーデン出発前後のエピソードは、川端康成#ノーベル文学賞受賞――美しい日本の私を参照のこと）。
同年12月10日の授賞式後の記念パーティーは、スウェーデンのストックホルム市庁舎の「青の間」で行われた。その時のメニュー「ノーベルバンケット・メニュー1968」は、以下のものである。
市庁舎付属のレストランでは、当日と全く同じメニューのディナーを取ることができる。テーブルに置かれた日本語のメニューの左の頁には、アルフレッド・ノーベルの名とメダルの写真の下に、川端康成の略歴が記されている。

## おもな刊行本
- 『美しい日本の私―その序説』（講談社現代新書、1969年3月16日）
  - カバー写真：浜谷浩。訳者：エドワード・G・サイデンステッカー
  - 作者肖像、受賞メダル（表裏）、賞状、草稿の冒頭部、受賞場面の写真掲載あり。
  - 収録内容：「美しい日本の私―その序説」「編集注記」「Japan, the Beautiful, and Myself（英訳版）」

※ 後にカバーデザインは、杉浦康平：中島英樹に各・改装された
- 英文版『Japan, the Beautiful, and Myself』（訳：エドワード・G・サイデンステッカー、Kodansha Amer Inc、1969年。改版1981年）
- 『一草一花』（毎日新聞社「現代日本のエッセイ」、1973年／講談社文芸文庫 現代日本のエッセイ、1991年3月10日） 
  - 文庫解説：勝又浩「人と作品――川端文学の源郷」、年譜・著書目録。カバーデザインは菊地信義
  - 収録作品：「美しい日本の私」「美の存在と発見」「月下の門」「純粋の声」「末期の眼」「伊豆湯ヶ島」「パリ郷愁」「パリ安息」「ニユウヨオクで」「ハワイだより」、ほか16編
- 『川端康成随筆集』（川西政明編・解説、岩波文庫、2013年12月17日）
  - カバー図版：川端康成の書「初心不忘」（昭和46年）- 川端が東山魁夷に贈ったもの。
  - 収録作品：「末期の眼」「ほろびぬ美」「日本文学の美」「美の存在と発見」「日本美の展開」「美しい日本の私」「落花流水」「片岡鉄兵の死」「横光利一弔辞」「古賀春江と私」「『いのちの初夜』推薦」、ほか17編
- 『美しい日本の私』（角川ソフィア文庫、2015年4月25日）
  - 解説：大久保喬樹（サイデンステッカー英訳も収録）
  - 収録作品：「花は眠らない」「美について」「美しい日本の私」「秋の野に」「女人なれども」「夕日野」「ほろびぬ美」「美の発見と存在」、ほか17編

### 全集収録
- 『川端康成全集 第15巻 たんぽぽ・竹の声 桃の花』（新潮社、1973年9月30日）
  - カバー題字：松井如流。菊判変形。函入。口絵写真2葉（著者小影、女の首）
  - 収録作品：「たんぽぽ」「隅田川」「竹の声桃の花」「髪は長く」「友人の妻」「美しい日本の私」「ほろびぬ美」「美の存在と発見」、ほか24編
- 『川端康成全集 第28巻 随筆3』（新潮社、1982年2月20日）
  - カバー題字：東山魁夷。四六判。函入。
  - 収録作品：「敗戦のころ」「古典を読む人々へ」「ある日」「東西文化の架橋」「ロオマの休日」「パリのマネキン」「ヨオロツパ」「読書の姿勢」「標石」「京都行・湯沢行」「鎌倉の書斎から」「古い日記」「新春随想」「心のおもむくままに」「アメリカの旅」「ブラジル・ペン大会」「ニユウヨオクで」「日に新なる者」「くちびる」「岸恵子さんの婚礼」「有馬稲子」「自慢十話」「『新潮文庫』」「清流」「週間日記」「古都」「本因坊戦」「宿駅」「ニユウヨオクから」「パリ郷愁」「パリ安息」「落花流水」「実現する近代文学館と博物館」「加賀まりこ」「水郷」「美智子妃殿下」「巨木」「ミユンヘン」「旅信抄」「北山杉」「美術苦楽」「中尊寺展」「『文芸春秋』ゆかりの人たち」「選挙事務長奮戦の記」「秋の野に」「岩崎勝平君」「茨木市で」「美しい日本の私」「女人なれども」「夕日野」「ハワイだより」「思ひ出すともなく」「ほろびぬ美」「美の存在と発見」「夜の虹」「日本文学の美」「日本美の展開」「近代美術館の梅原」「鳶の舞ふ西空」「女の首」「水晶の数珠など」「台湾・韓国」「口絵解説」「東京都知事選挙記」「書」「東山魁夷」「夢　幻の如くなり」